# Mopane
El mopane o mopani (Colophospermum mopane) és un arbre que creix en llocs càlids i secs, entre 200 i 1.150 m d'altitud, al nord de Namíbia, sud d'Angola, nord-est de Botswana, a tot Zimbàbue, al sud de Zàmbia i Malawi i a Moçambic. El gènere Colophospermum només creix a l'Àfrica i té una única espècie anomenada mopane en llengua local. El mopane és una lleguminosa.
Creix sobretot en terrenys alcalins (amb alt contingut en llims) poc profunds i mal drenats i també en sòls al·luvials. A Botswana i Zimbàbue, on plou més, pot aconseguir els 18 metres d'altura i en estar molt junts formen veritables catedrals forestals. En zones més seques o amb gelades hivernals formen boscos oberts on no supera els dos metres.
Les fulles del mopane es distingeixen fàcilment perquè són compostes, tenen dos folíols i prenen entre ambdós la forma de les ales d'una papallona. On s'ajunten les dues fulles s'adverteix el remanent d'un tercer folíol. El mopane és un arbre caducifoli (les fulles cauen en primavera i broten a l'octubre, abans de les pluges) o semicaducifoli (les fulles cauen quan broten les noves). Entre desembre i abril broten les flors, petites i grogues, tot just visibles. El fruit té forma ovalada o de ronyó i madura entre abril i juny.
A l'elefant li encanten les fulles i les beines del mopane i és freqüent veure'ls on hi ha aquests arbres. També li agrada a girafes, rinoceronts i babuins. A aquests els agrada un psíl·lid que s'alimenta de la sàvia i que en la seva etapa juvenil és molt saborós, l'Arytaina mopani. Una petita abella també és característica d'aquest arbre, la Plebina denoita, molt molesta perquè s'introdueix en el nas, les orelles i els ulls. Produeix una petita quantitat de mel.
Juntament amb el mogotlo (Acacia erioloba) i el monzo (Combretum imberbe) forma la tríada dels grans arbres de llenya. El nom del gènere, Colophosphermum, ve del grec i significa “llavor oliosa”, per les seves llavors resinoses.
És molt coneguda també l'eruga del mopane, la larva de la papallona Gonimbrasia belina, que viu en les branques de l'arbre, molt ric en proteïnes i que serveix d'aliment als habitants de la regió on hi creix. L'eruga, que aconsegueix els 10 cm de llargada, es menja torrada o seca.

## Usos
La fusta del mopane és molt dura i difícil de treballar. S'usa per a la construcció perquè és molt resistent i no poden atacar-la ni els tèrmits. També s'usa per a les travesses dels trens i per als suports verticals de les mines (puntals).
Últimament s'ha incrementat el seu ús en els instruments musicals, especialment en els de vent, doncs és més fàcil de trobar que Dalbergia melanoxylon, usat per als clarinets.
Altres usos de l'arbre inclouen utilitzar els seus raïms com si fossin raspalls de dents, fer adobaments i cordills amb l'escorça i sanar ferides amb les fulles.
Als Estats Units i Europa s'usa cada vegada més com fusta decorativa pels seus rics colors i la seva teixidura, ja sigui en llums, peus d'escultures, jardins, terraris, arranjaments florals, etc.